# Lac-Poulin
Lac-Poulin est une municipalité de village en Beauce-Sartigan au Québec (Canada), située dans la région administrative de Chaudière-Appalaches.

## Histoire
- 5 mars 1959 : Constitution de la municipalité du village de Lac Poulin par détachement de celle de la paroisse de Saint-Benoît-Labre
- 19 décembre 1961 : Décret d'érection de la Desserte Notre-Dame du Lac Poulin. Les messes avaient commencé au cours de l'été 1961.
- 15 mars 1969 : Le village de Lac Poulin devient le village de Lac-Poulin.
- 1990 : La population de Lac-Poulin est de 24 habitants
- 2000 : La population de Lac-Poulin est de 63 habitants

### Autres dates dignes d'intérêt
- 1892 Ouverture des registres de la paroisse Saint-Benoît-Labre
- 1893 Érection canonique et nomination du premier curé résidant de la paroisse Saint-Benoît-Labre
- 1894 Constitution de la municipalité de la paroisse de Saint-Benoît-Labre
- 1954 (24 juin) Inauguration officielle et bénédiction de la desserte Sainte-Thérèse de l'Enfant-Jésus du Lac Raquette (voisin du Lac-Poulin)

## Géographie
Le lac Poulin couvre la majeure partie de la municipalité qui est enclavée dans Saint-Benoît-Labre.

## Démographie
| 1996 | 2001 | 2006 | 2011 | 2016 | 2021 |
| ---- | ---- | ---- | ---- | ---- | ---- |
| 63   | 89   | 135  | 134  | 147  | 171  |

## Administration
Les élections municipales se font en bloc pour le maire et les six conseillers.
| Lac-Poulin Maires depuis 2005                                                                                        |                |         |          |
| Élection | Maire          | Qualité | Résultat |
| 2005 | Claude Lemieux |         | Voir     |
| 2009 | Denis Drouin   |         | Voir     |
| 2013 | Manon Veilleux |         | Voir     |
| 2017 | Manon Veilleux | Voir    |          |
| 2021 | Léon Drouin    |         | Voir     |
| Élection partielle en italique Depuis 2005, les élections sont simultanées dans toutes les municipalités québécoises |                |         |          |

## Patrimoine
La municipalité étant enclavée dans Saint-Benoit-Labre, la chapelle Notre-Dame-du-Lac-Poulin se situe dans le territoire de cette dernière.